# Riserva naturale Le Cesine
La riserva naturale Le Cesine è un'area naturale protetta situata nel territorio comunale di Vernole, in provincia di Lecce.
L'oasi rappresenta oggi una delle ultime zone paludose che in passato si estendevano da Otranto a Brindisi. Nell'oasi vi sono due stagni, il Salapi e Pantano Grande, alimentati dalla piogge, che sono separati dal mare da un cordone di dune sabbiose. L'oasi è gestita dal WWF.  Importante è la presenza della pianta lianosa detta periploca maggiore, specie a rischio di estinzione.

## Toponomastica
Il nome Cesine non deriva, come si pensa comunemente, da Segine, che a sua volta deriva da seges, che significa zona incolta e abbandonata, ma proprio dalla parola italiana (ma di diffusione meridionale) cesina, che significa "radura, zona disboscata" (C. Battisti/G. Alessio, Dizionario Etimologico Italiano s.v. cesina). Segine era, invece, il borgo che sorgeva nei pressi del castello dell'Acaya.

## Fauna

### Uccelli
Moriglione (Aythya ferina), folaga (Fulica), falco di palude (Circus aeruginosus), fistione turco (Netta rufina), tuffetto (Tachybaptus ruficollis), cormorano (Phalacrocorax carbo), airone cenerino (Ardea cinerea), airone bianco maggiore (Casmerodius albus), garzetta (Egretta garzetta), tarabuso (Botaurus stellaris), tarabusino (Ixobrychus minutus), pantana, piro piro (Actitis hypoleucos), pettegola (Tringa totanus), falco pescatore (Pandion haliaetus), marzaiola (Anas querquedula), porciglione (Rallus aquaticus), pendolino (Remiz pendulinus), beccaccia di mare (Haematopus ostralegus), voltapietre (Arenaria interpres), cinciallegra (Parus major), usignolo (Luscinia megarhynchos), capinera (Sylvia atricapilla), rampichino (Certhia brachydactyla), cardellino (Carduelis carduelis), fringuello (Fringilla coelebs), pettirosso (Erithacus rubecula), cinciarella (Cyanistes caeruleus), tordo (Turdus philomelos), Martin pescatore comune (Alcedo atthis). Il moriglione, simbolo delle Cesine, è un'anatra tuffatrice presente negli stagni salmastri della riserva nei mesi autunnali ed invernali.

### Rettili e anfibi
Biscia dal collare (Natrix natrix), tartaruga palustre, ramarro (Lacerta bilineata), biacco (Hierophis viridiflavus), cervone (Elaphe quatuorlineata), rana verde (Rana esculenta), tritone (Lissotriton italicus), tritone crestato (Triturus carnifex), raganella (Hyla arborea), lucertola campestre (Podarcis sicula)

### Mammiferi
Lupo (Canis lupus), volpe (Vulpes vulpes), riccio (Erinaceus europaeus), tasso (Meles meles)

### Pesci
Gambusia (Gambusia), cefalo (Mugil cephalus), tinca (Tinca tinca)

### Insetti
Libellula (Libellula)

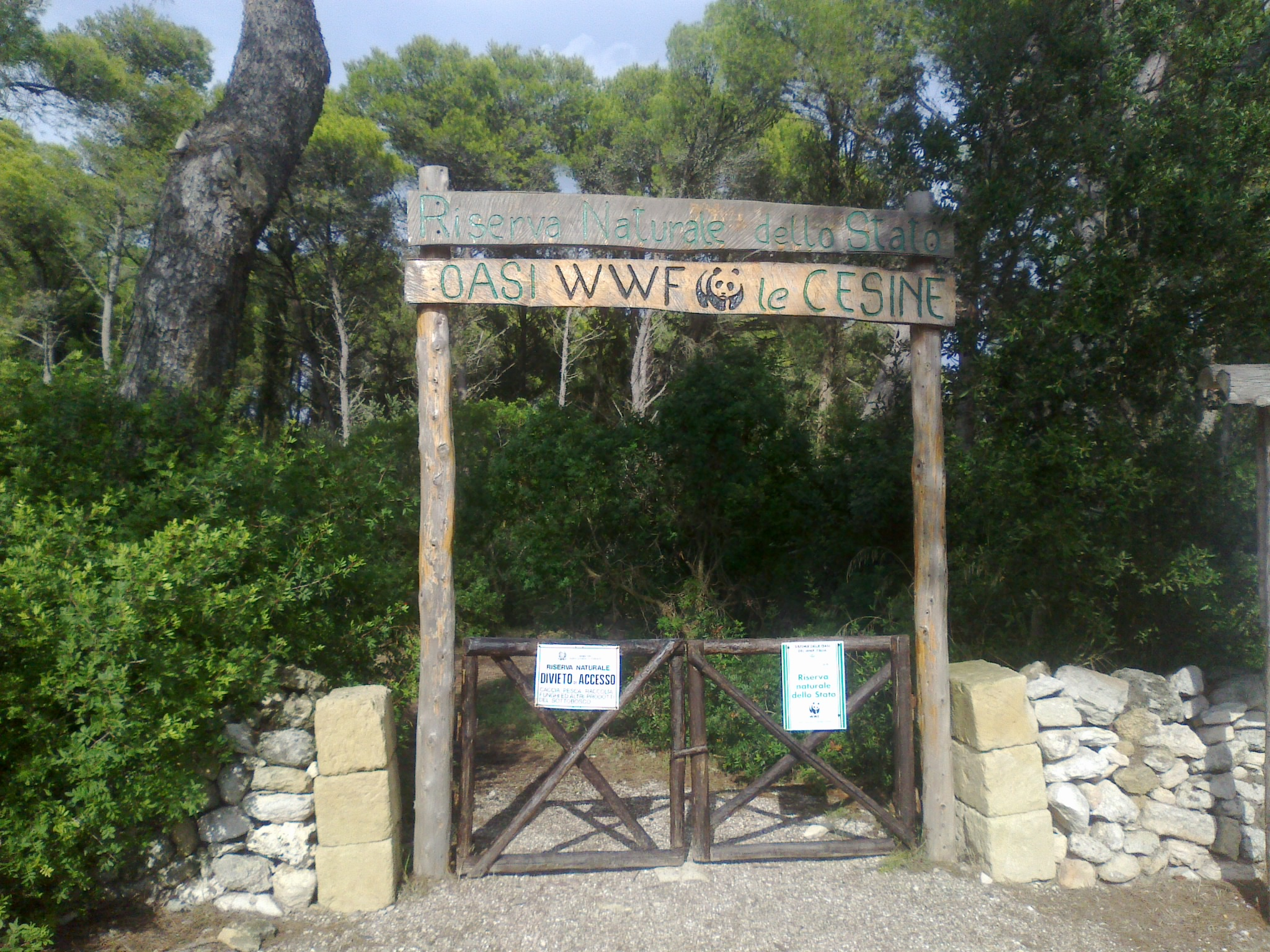
L'accesso alla riserva
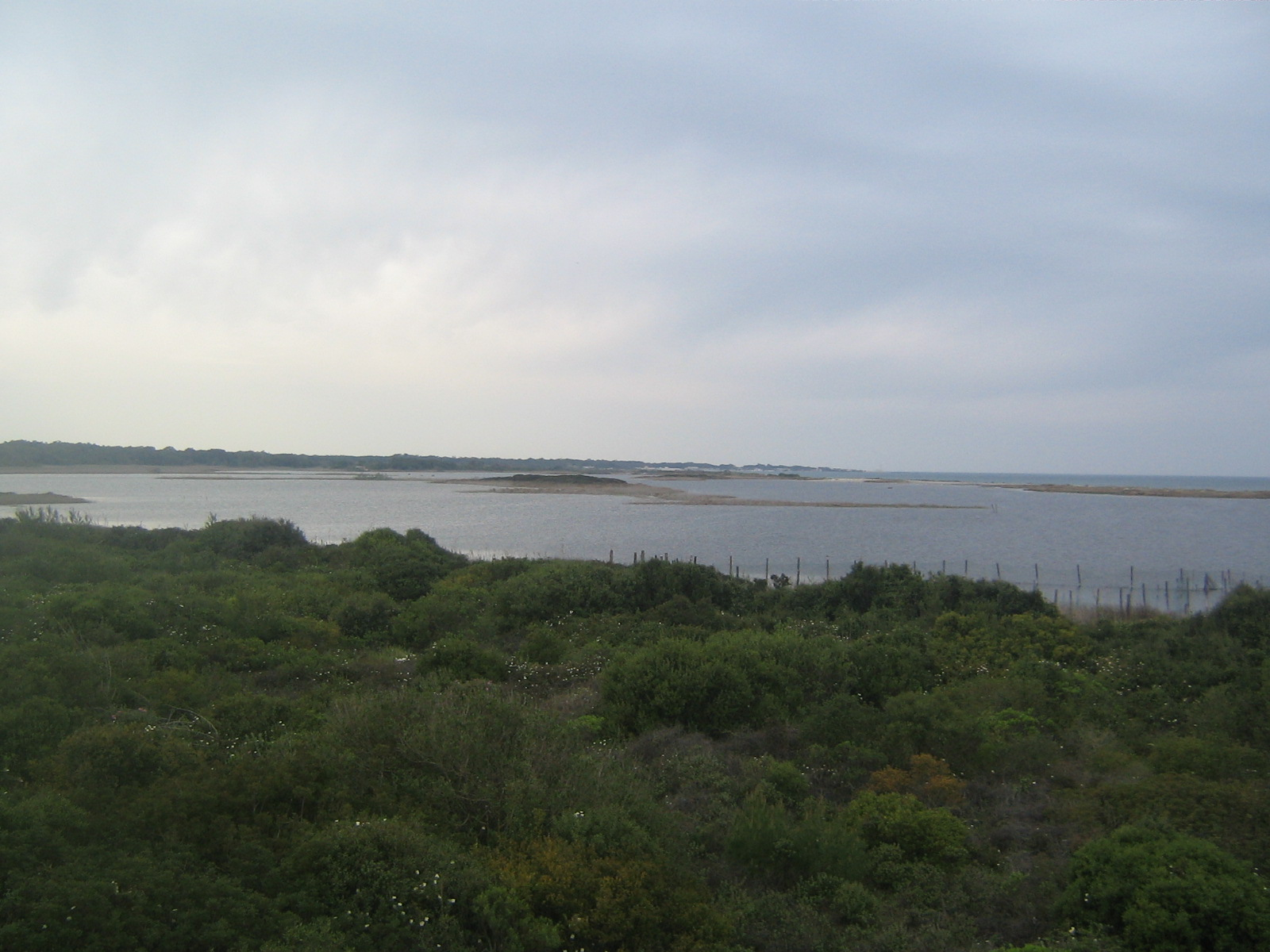
La zona umida
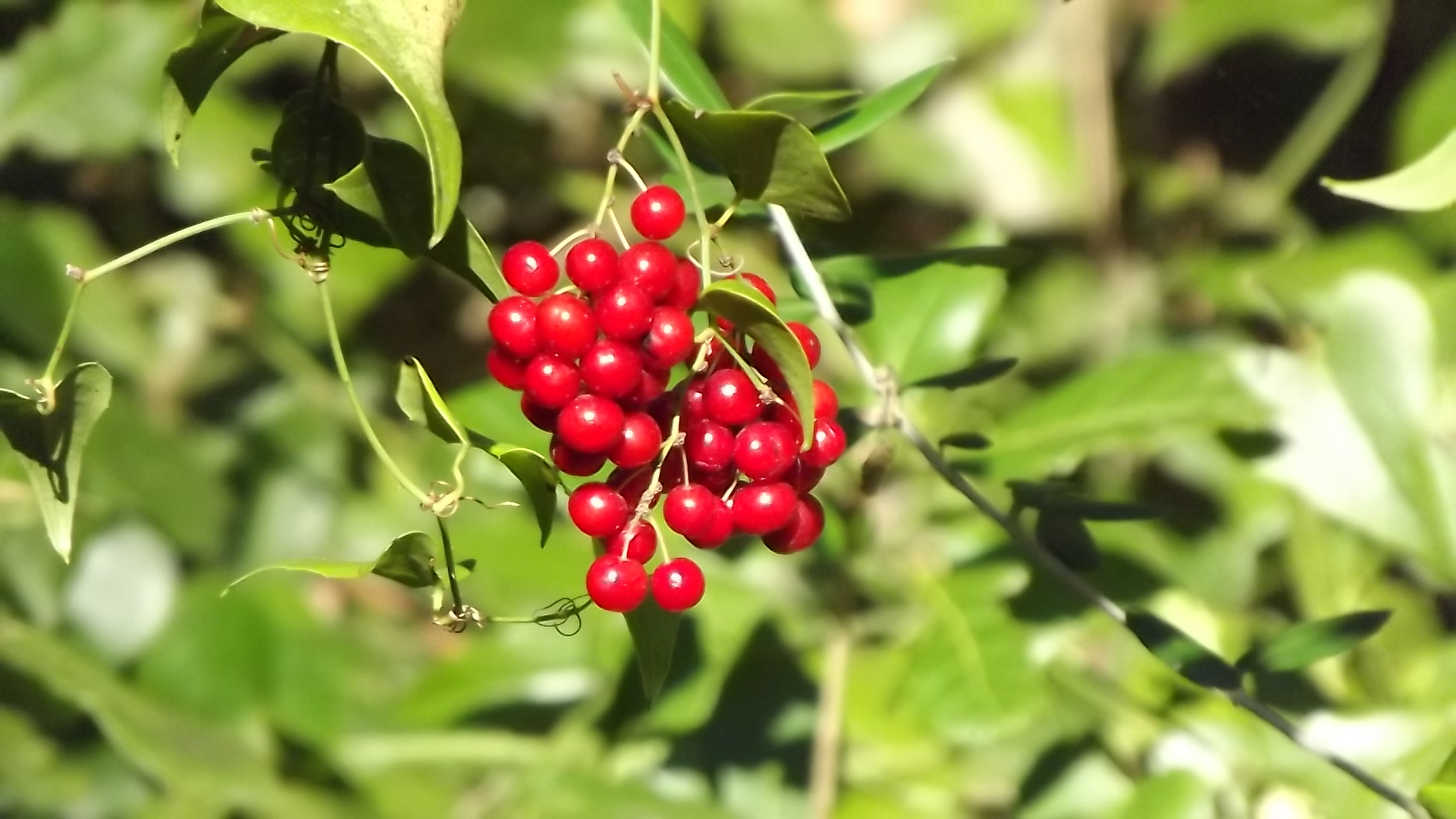
Frutti di Stracciabraghe
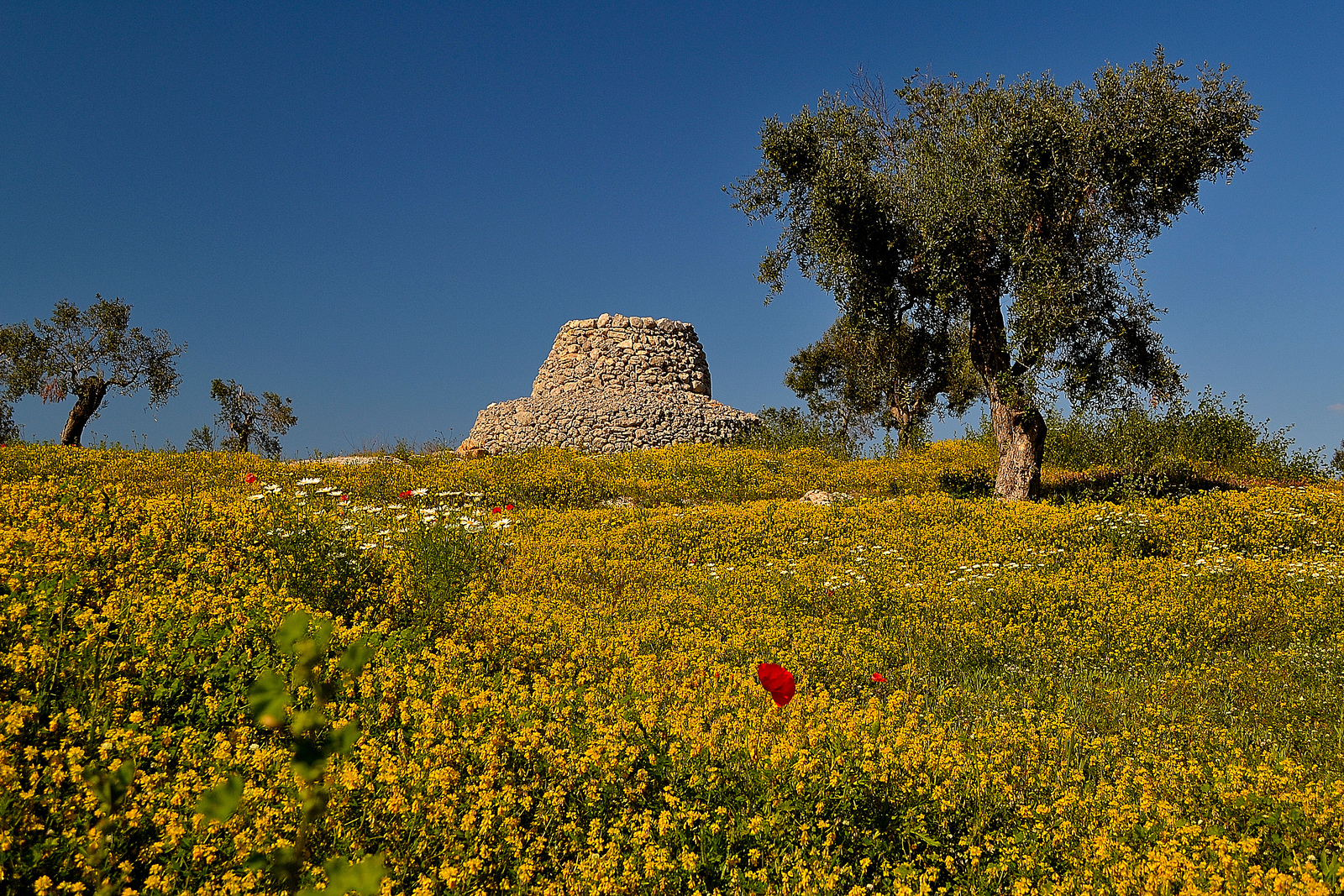
Fiori, sassi e ulivi
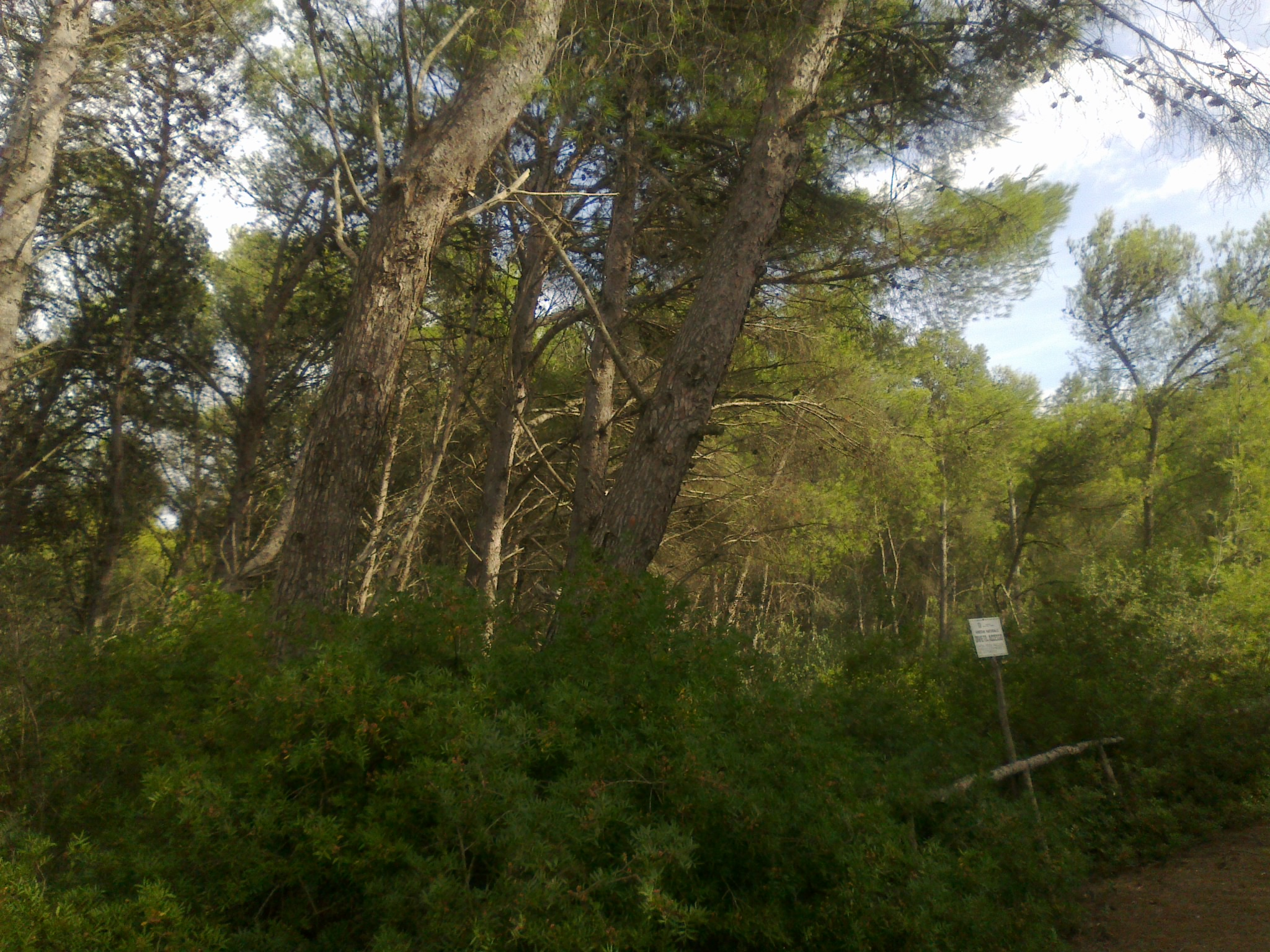
La pineta
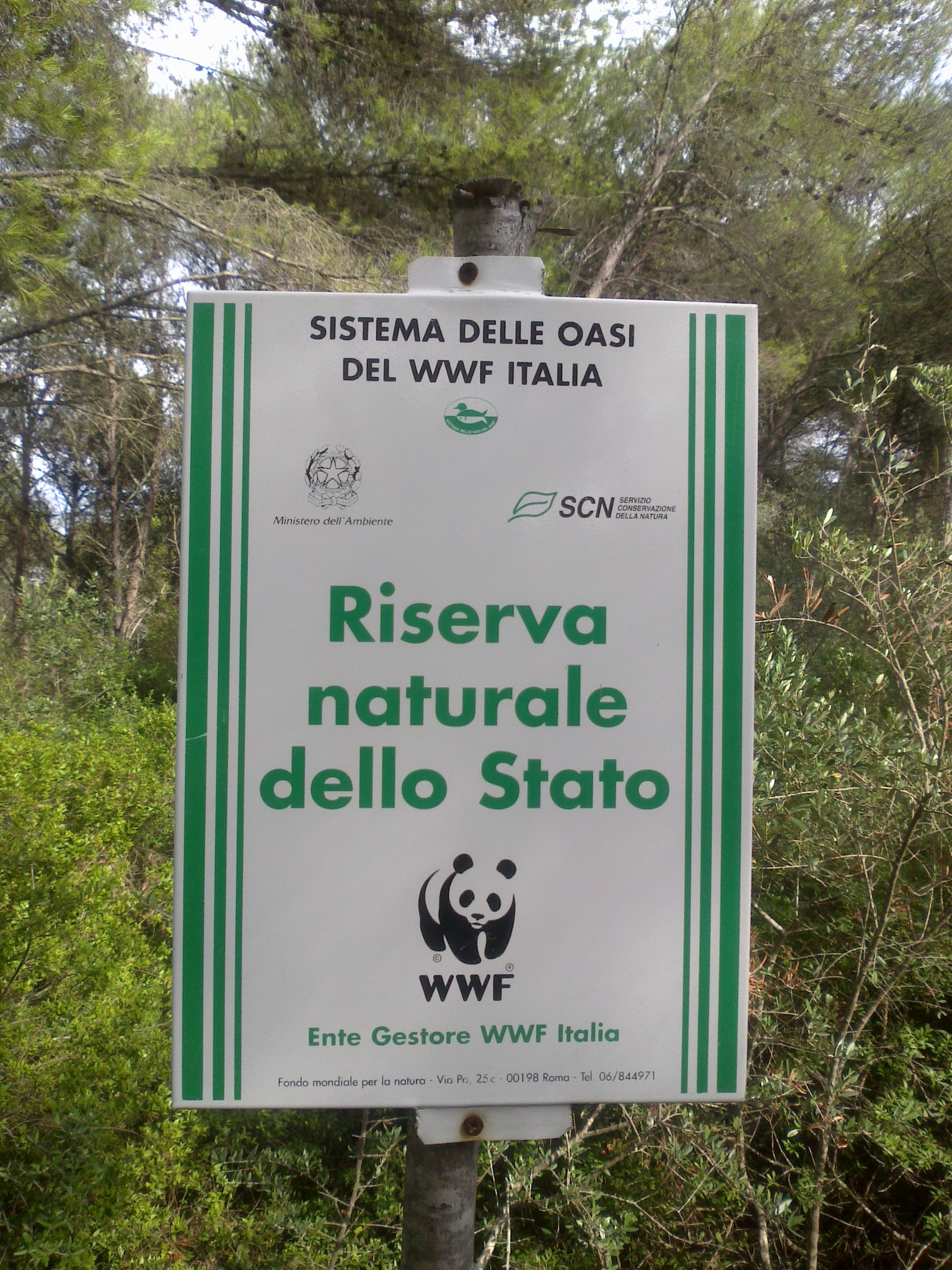
Un cartello nell'oasi
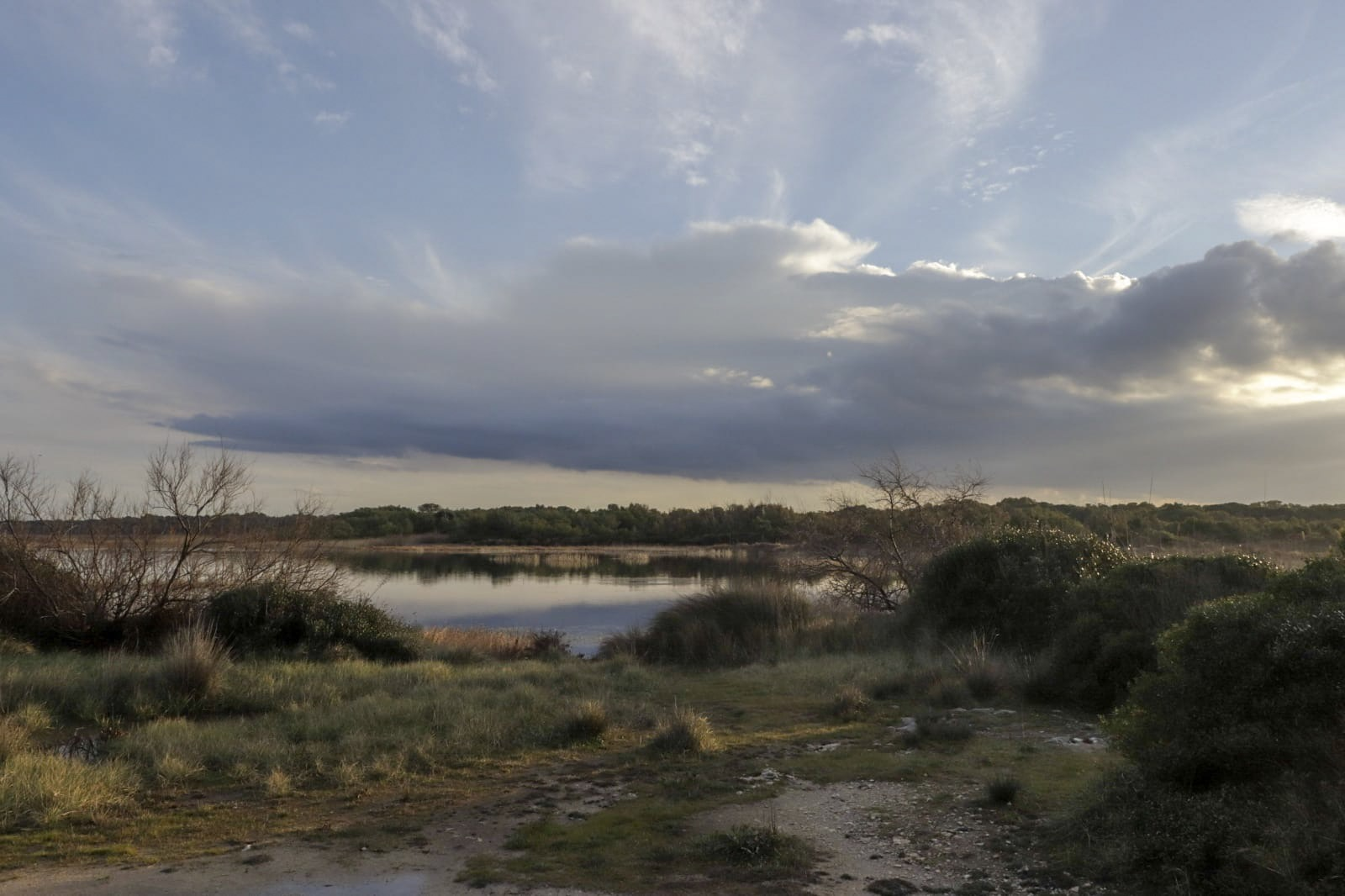
Pantano

## Accesso
L'accesso alla riserva è in località Masseria Cesine, dalla strada provinciale San Cataldo - San Foca.